# Битва при Бэйцане
Би́тва при Бэйца́не — сражение 5 августа 1900 года во время восстания ихэтуаней в Китае.

## Предыстория
В начале июня 1900 года началась осада Посольского квартала в Пекине ихэтуанями. Отряд под командованием вице-адмирала Сеймура попытался пробиться на помощь осаждённым, но был блокирован объединившейся с ихэтуанями армией Дун Фусяна и ему пришлось пробиваться обратно. Подготовку к наступлению на Пекин оказалось возможным начать лишь после взятия Тяньцзиня 14 июля 1900 года, где после этого началась концентрация войск Альянса восьми держав.
После этого столица Китая начала готовиться к обороне. В начале июля была проведена чистка в рядах ихэтуаней, наиболее подготовленных бойцов предполагалось зачислить в армию Дун Фусяна, а остальных распустить. 14 июля правительство Цинской империи приняло «Устав ихэтуаней», предписав ополченцам действовать совместно с войсками и «доблестно уничтожать врага». 13 июля в Пекин прибыли войска из юго-восточного Китая во главе с Ли Бинхэном, в тот же день Юань Шикаю императорским приказом было предписано отправить все боеприпасы в столицу. 22 июля Ли Бинхэну было приказано выехать на фронт и совместно с Сун Цином организовать оборону.
Внутри Альянса восьми держав имелись серьёзные разногласия по вопросу общей стратегии действий: если Великобритания выступала за военное решение проблемы и штурм Пекина, то Россия предпочитала решать все вопросы путём переговоров с руководством Китая. После того, как к концу июля под Тяньцзинем сконцентрировался крупный международный контингент войск, русское командование не посчитало возможным саботировать захват Пекина и приняло самое активное участие в подготовке экспедиции. 27 июля руководство наступлением на Пекин было возложено на германского фельдмаршала Вальдерзее, но в Чжили об этом узнали уже после захвата Пекина, сам Вальдерзее прибыл в Дагу только 12 сентября. Фактически походом на Пекин руководил русский генерал-лейтенант Линевич, который был наиболее авторитетным военачальником из числа находившихся в районе боевых действий.

## Расстановка сил
Наступление союзных войск на Пекин началось 2 августа 1900 года. Стало известно, что китайцы соорудили укреплённый лагерь между городком Бэйцан (около 12 км от Тяньцзиня) на западном берегу реки Хайхэ и полотном железной дороги Тяньцзинь—Пекин. Было решено, что русские (9-й, 10-й, 1-й батальоны 12-го полка, 200 верхнеудинцев и читинцев), французы (полтора батальона колониальных войск, две горные батареи), немцы (две роты морской пехоты), итальянцы (полроты моряков) и австрийцы (полроты моряков) будут атаковать Бэйцан с правого фланга под общим началом генерала Стесселя, а японцы (6500 человек), британцы (1800 человек в английских и индийских частях) и американцы (1000 человек) — с левого. В центре для демонстрации должны двигаться две русские батареи, одна французская батарея и две роты 2-го полка под общим командованием полковника Келлера. Всего на Бэйцан шло около 15 тысяч человек. Подойдя к полю боя, войска расположились для ночёвки.

## Бой
Ночью шёл дождь, плюс китайцы открыли шлюзы и затопили местность, согласно воспоминаниям очевидцев равнина оказалась залита водой настолько, что вода доходила до груди. Отряд Стесселя был вынужден повернуть обратно и обходным движением присоединиться к японцам, которые, вопреки согласованному решению, начали штурм Бэйцана не вместе со всеми, на рассвет, а отдельно, ночью. Японская атака была стремительной, они быстро прорвались в центр китайского лагеря и завязали рукопашный бой. С рассветом им на помощь пришла русская и французская артиллерия. К полудню Бэйцан был взят.
В ходе боя нарекания вызвали действия англичан и американцев. Японцы просили англичан выслать бенгальских улан на подмогу японской коннице, но уланы на помощь так и не явились. Американцы же умудрились потерять дорогу и не нашли Бэйцана, появившись лишь после сражения.
Прискакав на место после окончания боя, бенгальские уланы решили преследовать китайцев и, в результате, сначала попали под огонь союзной артиллерии, принявшей их самих за отступающих китайцев, а затем по ошибке атаковали русскую часть, которая была вынуждена открыть ответный огонь из-за того, что уланы не понимали подаваемых им сигналов.

## Итоги
Согласно данным европейских источников, основные потери в бою с китайцами понесли японские войска: от 200 до 300 человек убитыми и ранеными. В результате стычки между английскими уланами и русскими охотниками обе стороны потеряли несколько человек ранеными.